# 응우옌타인히엔
응우옌타인히엔(베트남어: Nguyễn Thanh Hiền, 1994년 3월 6일 ~ )은 헝가리의 베트남계 가수이다.